# Coupe du monde de BMX 2010
Navigation
2009 2011
La 8e édition de la coupe du monde de BMX a débuté le 26 mars à Madrid et s'est terminée le 6 octobre 2010 à Fréjus. Elle comprend quatre manches pour les hommes et les femmes. Une cinquième manche prévue à Monaco a été annulée.

## Hommes élites

### Résultats
| #  | Lieu        | Date            | Vainqueur        | Deuxième       | Troisième          | Leader du classement général |
| -- | ----------- | --------------- | ---------------- | -------------- | ------------------ | ---------------------------- |
| 1. | Madrid      | 26-27 mars      | Sam Willoughby   | Connor Fields  | Ivo van der Putten | Sam Willoughby               |
| 2. | Copenhague  | 7-8 mai         | Māris Štrombergs | Liam Phillips  | Corben Sharrah     | Māris Štrombergs             |
| 3. | Chula Vista | 17-18 septembre | Nicholas Long    | Sam Willoughby | Māris Štrombergs   | Māris Štrombergs             |
| 4. | Fréjus      | 8-9 octobre     | Māris Štrombergs | Marc Willers   | Connor Fields      | Māris Štrombergs             |

### Classement général
| Pos | Coureur               | Pts |
| --- | --------------------- | --- |
| 1   | Māris Štrombergs      | 787 |
| 2   | Sam Willoughby        | 656 |
| 3   | Connor Fields         | 586 |
| 4   | Joris Daudet          | 432 |
| 5   | Corben Sharrah        | 427 |
| 6   | Nicholas Long         | 404 |
| 7   | Marc Willers          | 395 |
| 8   | Raymon van der Biezen | 367 |
| 9   | Jelle van Gorkom      | 357 |
| 10  | Ramiro Marino         | 350 |

## Femmes élites

### Résultats
| #  | Lieu        | Date            | Vainqueur             | Deuxième        | Troisième         | Leader du classement général |
| -- | ----------- | --------------- | --------------------- | --------------- | ----------------- | ---------------------------- |
| 1. | Madrid      | 26-27 mars      | Laëtitia Le Corguillé | Shanaze Reade   | Caroline Buchanan | Laëtitia Le Corguillé        |
| 2. | Copenhague  | 7-8 mai         | Laëtitia Le Corguillé | Sarah Walker    | Aneta Hladíková   | Laëtitia Le Corguillé        |
| 3. | Chula Vista | 17-18 septembre | Laëtitia Le Corguillé | Magalie Pottier | Alise Post        | Laëtitia Le Corguillé        |
| 4. | Fréjus      | 8-9 octobre     | Sarah Walker          | Lauren Reynolds | Mariana Pajón     | Laëtitia Le Corguillé        |

### Classement général
| Pos | Coureuse              | Pts |
| --- | --------------------- | --- |
| 1   | Laëtitia Le Corguillé | 679 |
| 2   | Caroline Buchanan     | 512 |
| 3   | Sarah Walker          | 460 |
| 4   | Alise Post            | 452 |
| 5   | Magalie Pottier       | 425 |
| 6   | Arielle Martin        | 420 |
| 7   | Mariana Pajón         | 410 |
| 8   | Lauren Reynolds       | 398 |
| 9   | Amanda Geving         | 393 |
| 10  | Brooke Crain          | 393 |